# NHK鴻之舞テレビ中継局
NHK鴻之舞テレビ中継局（エヌエイチケイこうのまいテレビちゅうけいきょく）は、北海道紋別市鴻之舞地区に1973年12月1日まであったNHK北見放送局のテレビ中継局。

## 概要
紋別市の鴻之舞金山付近をサービスエリアとしていた。開局時期は不明だが、閉山の影響もあり、住人がいなくなったことから、1973年2月1日をもって廃止された。

## 送信施設概要
| チャンネル | 放送局名     | 空中線電力          | ERP  | 放送対象地域 | 放送区域 内世帯数 | 偏波面   |
| ---------- | ------------ | ------------------- | ---- | ------------ | ----------------- | -------- |
| 3          | NHK 北見総合 | 映像100mW/ 音声25mW | 不明 | オホーツク圏 | 不明              | 水平偏波 |
| 10         | NHK 北見教育 | 映像100mW/ 音声25mW | 不明 | 全国         | 不明              | 水平偏波 |